# Santa Maria Capua Vetere
Santa Maria Capua Vetere är en ort och kommun i provinsen Caserta i regionen Kampanien i Italien. Kommunen hade 32 893 invånare (2017).